# Ayanda Jiya
Ayanda Jiya (Klerksdorp, North West Province, 1987. június 18. –)  dél-afrikai énekesnő, dalszerző, zenei producer.

## Pályakép
A sokoldalú tehetség már hat éves korától kezdve mindig énekesnő akart lenni. Kibontakozását a családja támogatta, így vált kiváló énekesnővé és dalszerzővé.
Sok műfajt kipróbált, így a gospelt, a dzsesszt, a neo-soult, a R&B-t.

## Lemezek
- To Whom It May Concern, 2017
- Ayandastand, 2019

## Díjak
4th Metro FM Music Awards Best R&B Single: jelölés